# Cantó de Dieuze
El cantó de Dieuze és un cantó francès del departament del Mosel·la, situat al districte de Château-Salins. Té 22 municipis i el cap és Dieuze.

## Municipis
- Bassing
- Bidestroff
- Blanche-Église
- Bourgaltroff
- Cutting
- Dieuze
- Domnon-lès-Dieuze
- Gelucourt
- Guébestroff
- Guéblange-lès-Dieuze
- Guébling
- Lidrezing
- Lindre-Basse
- Lindre-Haute
- Mulcey
- Rorbach-lès-Dieuze
- Saint-Médard
- Tarquimpol
- Val-de-Bride
- Vergaville
- Zarbeling
- Zommange

## Història
| Data d'elecció                           | Identitat       | Partit           | Qualitat |
| ---------------------------------------- | --------------- | ---------------- | -------- |
| 1945-1958                                | M. Liard        | Divers droite    |          |
| 1958-1982                                | René Peltre     | RI, després UDF  |          |
| 1982-199.                                | Roger Husson    | RPR              |          |
| 199.-                                    | Fernand Lormant | RPR, després UMP |          |
| les dades anteriors no són pas conegudes |                 |                  |          |
|                                          |                 |                  |          |

## Demografia
| A partir de 1990: Població sense dobles comptes |